# Otogosaurus
Otogosaurus („ještěr z oblasti Otog“) byl rod sauropodního dinosaura, který žil v období svrchní křídy (geologický věk kampán), asi před 80 miliony let) na území současné západní Číny (Autonomní oblast Vnitřní Mongolsko).

## Objev a popis
Fosilie tohoto sauropodního dinosaura byly objeveny místní dívkou, která pásla dobytek, a to v září roku 2003. Přivolaní paleontologové pak fosilie vykopali a o rok později byl nový sauropod formálně popsán a pojmenován Otogosaurus sarulai. Rodové jméno odkazuje k oblasti Otog, ve které byl objev učiněn, druhové je poctou objevitelce jménem Sarulai. V blízkosti původního nálezu kosterních fosilií byly objeveny i otisky stop sauropoda, patřící možná stejnému dinosaurovi.
Otogosaurus byl pravděpodobně středně velkým sauropodem, dosahujícím délky 15 až 17 metrů. Tomu nasvědčují i snímky jeho zrekonstruované kostry v čínské muzejní expozici. Podle nepotvrzených údajů mohla stehenní kost tohoto býložravého dinosaura měřit na délku asi 2,2 metru, což by z něj dělalo ještě mnohem většího sauropoda z kategorie obřích druhů. V současnosti však tento taxon není příliš dobře známý a mnoho informací o něm není k dispozici.